# Nico Williams
Nicholas Williams Arthuer, detto Nico (Pamplona, 12 luglio 2002), è un calciatore spagnolo, attaccante dell'Athletic Bilbao e della nazionale spagnola, con cui è diventato campione d'Europa nel 2024.

## Biografia
Williams è nato a Pamplona, in Navarra, da genitori originari del Ghana; è il fratello minore di Iñaki Williams, anche lui calciatore professionista, insieme a cui gioca nell'Athletic Bilbao.

## Caratteristiche tecniche
Ala sinistra dotata tecnicamente e di grande velocità, è un giocatore molto resistente grazie anche a una buona struttura fisica. Si rende molto efficace in chiave assist grazie ai suoi passaggi precisi, alla sua capacità nei fraseggi e alla sua buona propensione al cross. Ritenuto uno dei migliori attaccanti spagnoli della propria generazione, oltre ad avere un tiro potente è capace di segnare sfruttando bene entrambi i piedi.

## Carriera

### Club
Cresciuto nel settore giovanile dell'Athletic Bilbao, debutta in prima squadra il 28 aprile 2021 in occasione dell'incontro di Primera División pareggiato per 2-2 contro il Real Valladolid. Il 13 gennaio 2022 segna il gol decisivo nella semifinale di Supercoppa di Spagna vinta per 2-1 contro l'Atlético Madrid. Nella stagione 2022-2023 migliora notevolmente i propri numeri, siglando 9 reti e 6 assist tra campionato e Coppa del Re.
Il 24 gennaio 2024 Nico Williams e il fratello e compagno Inaki sono i protagonisti nella vittoria ai quarti di finale di Coppa del Re contro il Barcellona, per 4-2; entrambi nell'occasione segnano un gol. Il 29 febbraio seguente Nico è ancora protagonista assieme al fratello Inaki nella vittoria per 3-0 contro l'Atlético Madrid; in questa partita entrambi vanno a segno e portano l'Athletic Bilbao in finale di Coppa del Re, poi vinta in finale contro il Maiorca.

### Nazionale
Ha giocato nelle nazionali giovanili spagnole Under-18 ed Under-21.
Il 24 settembre 2022 esordisce in nazionale maggiore nella partita casalinga disputata a Saragozza e valida per la fase a gironi di UEFA Nations League 2022-2023 persa per 1-2 contro la Svizzera. Tre giorni più tardi invece, dopo essere subentrato al 73' al posto di Ferrán Torres, fornisce ad Álvaro Morata l'assist per il gol del definitivo 0-1 che permette alle furie rosse di battere il Portogallo nella vittoriosa trasferta di Braga e qualificarsi alla fase finale del torneo, per la quale non viene convocato.
Il 17 novembre 2022 realizza la sua prima rete con la selezione iberica nell'amichevole vinta per 3-1 contro la Giordania. Convocato per il campionato del mondo 2022, viene impiegato in tutte e quattro le partite della sua nazionale, eliminata agli ottavi di finale ai rigori dal Marocco. Convocato per il campionato d'Europa 2024, segna una rete nell'ottavo di finale vinto per 4-1 contro la Georgia e un gol nella finale contro l'Inghilterra vinta per 2-1 dagli iberici, della quale verrà nominato migliore in campo, aggiudicandosi la competizione.

## Statistiche

### Presenze e reti nei club
Statistiche aggiornate al 25 maggio 2025.
| Stagione               | Squadra                | Campionato             | Campionato | Campionato | Coppe nazionali | Coppe nazionali | Coppe nazionali | Coppe continentali | Coppe continentali | Coppe continentali | Altre coppe | Altre coppe | Altre coppe | Totale | Totale |
| Stagione               | Squadra                | Comp                   | Pres       | Reti       | Comp            | Pres            | Reti            | Comp               | Pres               | Reti               | Comp        | Pres        | Reti        | Pres   | Reti   |
| ---------------------- | ---------------------- | ---------------------- | ---------- | ---------- | --------------- | --------------- | --------------- | ------------------ | ------------------ | ------------------ | ----------- | ----------- | ----------- | ------ | ------ |
| 2018-2019              | Baskonia               | TD                     | 34         | 10         | -               | -               | -               | -                  | -                  | -                  | -           | -           | -           | 34     | 10     |
| 2019-2020              | Bilbao Athletic        | SDB                    | 26         | 9          | -               | -               | -               | -                  | -                  | -                  | -           | -           | -           | 26     | 9      |
| 2020-2021              | Athletic Bilbao        | PD                     | 2          | 0          | CR              | 0               | 0               | -                  | -                  | -                  | -           | -           | -           | 2      | 0      |
| 2021-2022              | Athletic Bilbao        | PD                     | 34         | 0          | CR              | 4               | 2               | -                  | -                  | -                  | SS          | 2           | 1           | 40     | 3      |
| 2022-2023              | Athletic Bilbao        | PD                     | 36         | 6          | CR              | 7               | 3               | -                  | -                  | -                  | -           | -           | -           | 43     | 9      |
| 2023-2024              | Athletic Bilbao        | PD                     | 31         | 5          | CR              | 6               | 3               | -                  | -                  | -                  | -           | -           | -           | 37     | 8      |
| 2024-2025              | Athletic Bilbao        | PD                     | 29         | 5          | CR              | 2               | 1               | UEL                | 13                 | 5                  | SS          | 1           | 0           | 45     | 11     |
| Totale Athletic Bilbao | Totale Athletic Bilbao | Totale Athletic Bilbao | 132        | 16         |                 | 19              | 9               |                    | 13                 | 5                  |             | 3           | 1           | 167    | 31     |
| Totale carriera        | Totale carriera        | Totale carriera        | 191        | 35         |                 | 19              | 9               |                    | 13                 | 5                  |             | 3           | 1           | 226    | 50     |

### Cronologia presenze e reti in nazionale
| Cronologia completa delle presenze e delle reti in nazionale ― Spagna | Cronologia completa delle presenze e delle reti in nazionale ― Spagna | Cronologia completa delle presenze e delle reti in nazionale ― Spagna | Cronologia completa delle presenze e delle reti in nazionale ― Spagna | Cronologia completa delle presenze e delle reti in nazionale ― Spagna | Cronologia completa delle presenze e delle reti in nazionale ― Spagna | Cronologia completa delle presenze e delle reti in nazionale ― Spagna | Cronologia completa delle presenze e delle reti in nazionale ― Spagna |
| Data                                                                  | Città                                                                 | In casa                                                               | Risultato                                                             | Ospiti                                                                | Competizione                                                          | Reti                                                                  | Note                                                                  |
| --------------------------------------------------------------------- | --------------------------------------------------------------------- | --------------------------------------------------------------------- | --------------------------------------------------------------------- | --------------------------------------------------------------------- | --------------------------------------------------------------------- | --------------------------------------------------------------------- | --------------------------------------------------------------------- |
| 24-9-2022                                                             | Saragozza                                                             | Spagna                                                                | 1 – 2                                                                 | Svizzera                                                              | UEFA Nations League 2022-2023 - 1º turno                              | -                                                                     | 63’                                                                   |
| 27-9-2022                                                             | Braga                                                                 | Portogallo                                                            | 0 – 1                                                                 | Spagna                                                                | UEFA Nations League 2022-2023 - 1º turno                              | -                                                                     | 73’                                                                   |
| 17-11-2022                                                            | Amman                                                                 | Giordania                                                             | 1 – 3                                                                 | Spagna                                                                | Amichevole                                                            | 1                                                                     | 72’                                                                   |
| 23-11-2022                                                            | Doha                                                                  | Spagna                                                                | 7 – 0                                                                 | Costa Rica                                                            | Mondiali 2022 - 1º turno                                              | -                                                                     | 69’                                                                   |
| 27-11-2022                                                            | Al Khor                                                               | Spagna                                                                | 1 – 1                                                                 | Germania                                                              | Mondiali 2022 - 1º turno                                              | -                                                                     | 66’                                                                   |
| 1-12-2022                                                             | Al Rayyan                                                             | Giappone                                                              | 2 – 1                                                                 | Spagna                                                                | Mondiali 2022 - 1º turno                                              | -                                                                     | 57’                                                                   |
| 6-12-2022                                                             | Al Rayyan                                                             | Marocco                                                               | 0 – 0 dts (3 – 0 dtr)                                                 | Spagna                                                                | Mondiali 2022 - Ottavi di finale                                      | -                                                                     | 75’ 118’                                                              |
| 28-3-2023                                                             | Glasgow                                                               | Scozia                                                                | 2 – 0                                                                 | Spagna                                                                | Qual. Euro 2024                                                       | -                                                                     | 46’                                                                   |
| 8-9-2023                                                              | Tbilisi                                                               | Georgia                                                               | 1 – 7                                                                 | Spagna                                                                | Qual. Euro 2024                                                       | 1                                                                     | 44’                                                                   |
| 12-9-2023                                                             | Granada                                                               | Spagna                                                                | 6 – 0                                                                 | Cipro                                                                 | Qual. Euro 2024                                                       | -                                                                     | 46’                                                                   |
| 19-11-2023                                                            | Valladolid                                                            | Spagna                                                                | 3 – 1                                                                 | Georgia                                                               | Qual. Euro 2024                                                       | -                                                                     | 86’                                                                   |
| 22-3-2024                                                             | Londra                                                                | Spagna                                                                | 0 – 1                                                                 | Colombia                                                              | Amichevole                                                            | -                                                                     | 61’                                                                   |
| 26-3-2024                                                             | Madrid                                                                | Spagna                                                                | 3 – 3                                                                 | Brasile                                                               | Amichevole                                                            | -                                                                     | 89’                                                                   |
| 8-6-2024                                                              | Palma di Maiorca                                                      | Spagna                                                                | 5 – 1                                                                 | Irlanda del Nord                                                      | Amichevole                                                            | -                                                                     |                                                                       |
| 15-6-2024                                                             | Berlino                                                               | Spagna                                                                | 3 – 0                                                                 | Croazia                                                               | Euro 2024 - 1º turno                                                  | -                                                                     | 68’                                                                   |
| 20-6-2024                                                             | Gelsenkirchen                                                         | Spagna                                                                | 1 – 0                                                                 | Italia                                                                | Euro 2024 - 1º turno                                                  | -                                                                     | 78’                                                                   |
| 30-6-2024                                                             | Colonia                                                               | Spagna                                                                | 4 – 1                                                                 | Georgia                                                               | Euro 2024 - Ottavi di finale                                          | 1                                                                     |                                                                       |
| 5-7-2024                                                              | Stoccarda                                                             | Spagna                                                                | 2 – 1 dts                                                             | Germania                                                              | Euro 2024 - Quarti di finale                                          | -                                                                     | 80’                                                                   |
| 9-7-2024                                                              | Monaco di Baviera                                                     | Spagna                                                                | 2 – 1                                                                 | Francia                                                               | Euro 2024 - Semifinale                                                | -                                                                     | 90+3’                                                                 |
| 14-7-2024                                                             | Berlino                                                               | Spagna                                                                | 2 – 1                                                                 | Inghilterra                                                           | Euro 2024 - Finale                                                    | 1                                                                     |                                                                       |
| 5-9-2024                                                              | Belgrado                                                              | Serbia                                                                | 0 – 0                                                                 | Spagna                                                                | UEFA Nations League 2024-2025 - 1º turno                              | -                                                                     | 82’                                                                   |
| 8-9-2024                                                              | Ginevra                                                               | Svizzera                                                              | 1 – 4                                                                 | Spagna                                                                | UEFA Nations League 2024-2025 - 1º turno                              | -                                                                     | 59’                                                                   |
| 15-11-2024                                                            | Copenaghen                                                            | Danimarca                                                             | 1 – 2                                                                 | Spagna                                                                | UEFA Nations League 2024-2025 - 1º turno                              | -                                                                     | 70’                                                                   |
| 18-11-2024                                                            | Santa Cruz de Tenerife                                                | Spagna                                                                | 3 – 2                                                                 | Svizzera                                                              | UEFA Nations League 2024-2025 - 1º turno                              | -                                                                     | 60’                                                                   |
| 20-3-2025                                                             | Rotterdam                                                             | Paesi Bassi                                                           | 2 – 2                                                                 | Spagna                                                                | UEFA Nations League 2024-2025 - Quarti di finale                      | 1                                                                     |                                                                       |
| 23-3-2025                                                             | Valencia                                                              | Spagna                                                                | 3 – 3 dts (5 – 4 dtr)                                                 | Paesi Bassi                                                           | UEFA Nations League 2024-2025 - Quarti di finale                      | -                                                                     | 117’                                                                  |
| 5-6-2025                                                              | Stoccarda                                                             | Spagna                                                                | 5 – 4                                                                 | Francia                                                               | UEFA Nations League 2024-2025 - Semifinale                            | 1                                                                     | 64’                                                                   |
| 8-6-2025                                                              | Monaco di Baviera                                                     | Portogallo                                                            | 2 – 2 dts (5 – 3 dtr)                                                 | Spagna                                                                | UEFA Nations League 2024-2025 - Finale                                | -                                                                     | 92’                                                                   |
| Totale                                                                |                                                                       | Presenze                                                              | 28                                                                    |                                                                       | Reti                                                                  | 6                                                                     |                                                                       |

| Cronologia completa delle presenze e delle reti in nazionale ― Spagna under 21 | Cronologia completa delle presenze e delle reti in nazionale ― Spagna under 21 | Cronologia completa delle presenze e delle reti in nazionale ― Spagna under 21 | Cronologia completa delle presenze e delle reti in nazionale ― Spagna under 21 | Cronologia completa delle presenze e delle reti in nazionale ― Spagna under 21 | Cronologia completa delle presenze e delle reti in nazionale ― Spagna under 21 | Cronologia completa delle presenze e delle reti in nazionale ― Spagna under 21 | Cronologia completa delle presenze e delle reti in nazionale ― Spagna under 21 |
| Data                                                                           | Città                                                                          | In casa                                                                        | Risultato                                                                      | Ospiti                                                                         | Competizione                                                                   | Reti                                                                           | Note                                                                           |
| ------------------------------------------------------------------------------ | ------------------------------------------------------------------------------ | ------------------------------------------------------------------------------ | ------------------------------------------------------------------------------ | ------------------------------------------------------------------------------ | ------------------------------------------------------------------------------ | ------------------------------------------------------------------------------ | ------------------------------------------------------------------------------ |
| 3-9-2021                                                                       | Almendralejo                                                                   | Spagna under 21                                                                | 4 – 1                                                                          | Russia under 21                                                                | Qual. Europeo Under-21 2023                                                    | -                                                                              | 80’                                                                            |
| 7-9-2021                                                                       | Vilnius                                                                        | Lituania under 21                                                              | 0 – 2                                                                          | Spagna under 21                                                                | Qual. Europeo Under-21 2023                                                    | -                                                                              | 57’                                                                            |
| 8-10-2021                                                                      | Siviglia                                                                       | Spagna under 21                                                                | 3 – 2                                                                          | Slovacchia under 21                                                            | Qual. Europeo Under-21 2023                                                    | -                                                                              | 46’                                                                            |
| 12-10-2021                                                                     | Siviglia                                                                       | Spagna under 21                                                                | 3 – 0                                                                          | Irlanda del Nord under 21                                                      | Qual. Europeo Under-21 2023                                                    | -                                                                              | 57’                                                                            |
| 16-11-2021                                                                     | Chimki                                                                         | Russia under 21                                                                | 1 – 0                                                                          | Spagna under 21                                                                | Qual. Europeo Under-21 2023                                                    | -                                                                              | 83’                                                                            |
| Totale                                                                         |                                                                                | Presenze                                                                       | 5                                                                              |                                                                                | Reti                                                                           | 0                                                                              |                                                                                |

## Palmarès

### Club
- Coppa di Spagna: 1

Athletic Bilbao: 2023-2024

### Nazionale
- Campionato d'Europa: 1

Germania 2024

### Individuale
- XI All Star Team del campionato d'Europa: 1

Germania 2024
- Mvp della finale del campionato d'Europa: 1

Germania 2024
- Squadra della stagione della UEFA Europa League: 1

2024-2025